# Agrodiaetus kermansis
Agrodiaetus kermansis är en fjärilsart som beskrevs av De Lesse 1963. Agrodiaetus kermansis ingår i släktet Agrodiaetus och familjen juvelvingar. Inga underarter finns listade i Catalogue of Life.